# Solomonar
 (novembre 2022).
La mise en forme du texte ne suit pas les recommandations de Wikipédia : il faut le « wikifier ».
Les points d'amélioration suivants sont les cas les plus fréquents. Le détail des points à revoir est peut-être précisé sur la page de discussion.
- Les titres sont pré-formatés par le logiciel. Ils ne sont ni en capitales, ni en gras.
- Le texte ne doit pas être écrit en capitales (les noms de famille non plus), ni en gras, ni en italique, ni en « petit »…
- Le gras n'est utilisé que pour surligner le titre de l'article dans l'introduction, une seule fois.
- L'italique est rarement utilisé : mots en langue étrangère, titres d'œuvres, noms de bateaux, etc.
- Les citations ne sont pas en italique mais en corps de texte normal. Elles sont entourées par des guillemets français : « et ».
- Les listes à puces sont à éviter, des paragraphes rédigés étant largement préférés. Les tableaux sont à réserver à la présentation de données structurées (résultats, etc.).
- Les appels de note de bas de page (petits chiffres en exposant, introduits par l'outil «  Source ») sont à placer entre la fin de phrase et le point final[comme ça].
- Les liens internes (vers d'autres articles de Wikipédia) sont à choisir avec parcimonie. Créez des liens vers des articles approfondissant le sujet. Les termes génériques sans rapport avec le sujet sont à éviter, ainsi que les répétitions de liens vers un même terme.
- Les liens externes sont à placer uniquement dans une section « Liens externes », à la fin de l'article. Ces liens sont à choisir avec parcimonie suivant les règles définies. Si un lien sert de source à l'article, son insertion dans le texte est à faire par les notes de bas de page.
- La présentation des références doit suivre les conventions bibliographiques. Il est recommandé d'utiliser les modèles {{Ouvrage}}, {{Chapitre}}, {{Article}}, {{Lien web}} et/ou {{Bibliographie}}. Le mode d'édition visuel peut mettre en forme automatiquement les références.
- Insérer une infobox (cadre d'informations à droite) n'est pas obligatoire pour parachever la mise en page.

Pour une aide détaillée, merci de consulter Aide:Wikification.
Si vous pensez que ces points ont été résolus, vous pouvez retirer ce bandeau et améliorer la mise en forme d'un autre article.
Le Solomonar ou Șolomonar (prononcé en roumain : [ʃolomonar]) est un sorcier du folklore roumain ayant pour monture un dragon (un zmeu ou bien un balaur) et capable de contrôler les éléments météorologiques, provoquant pluie, tonnerre ou tempête de grêle.
Les solomonarii sont recrutés parmi les gens du peuple pour recevoir les enseignements de leur magie, la Solomonărie ou Şolomanţă (prononcé en roumain : [ʃolo'mant͡sə]) ou dans sa version germanisée, Scholomance.

## Description générale

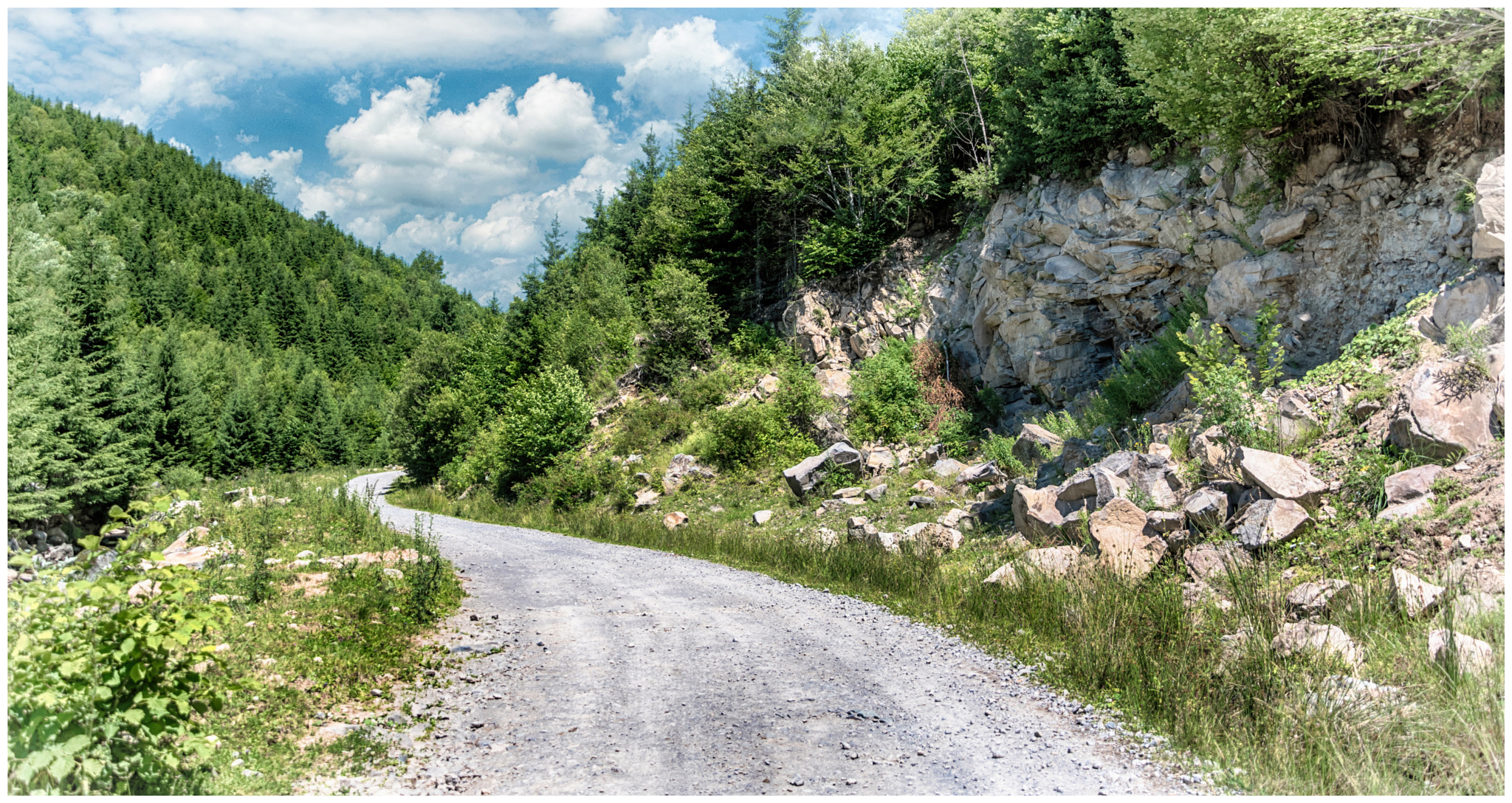
Paysage transylvain (190661651)

On dit que les solomonarii sont grands, roux, portant de longues robes blanches de paysans, parfois en laine, ou vêtus de vêtements misérables faits de parties rapiécées, portant une version réduite de simandre, qui sert à invoquer les vântoase, des nymphes du vent (dans d'autres versions, les vents sont contenus dans une petite jarre en bois). Lorsqu'ils ne sont pas au service du diable, ils sont le plus souvent vus en train de demander l'aumône, et les pièces collectées sont ensuite jetées dans les rivières, comme offrandes aux esprits de l'eau. Le contenu de leur sac magique sont des instruments tels qu'une hache de fer en guise de paratonnerre (également de baguette pour invoquer les esprits ou sa monture), des rênes en écorce de bouleau ou une bride dorée, et un livre de sagesse qui contient toutes leurs connaissances, source de leur pouvoir. Une branche qui a tué un serpent s'ajoute à l'inventaire selon les versions. Sous les traits de mendiants (souvent estropiés ou aux yeux bandés), ils se fondent dans la population de sorte que rien ne trahit leur nature de sorciers. Cependant, ils ont apparemment le pouvoir de savoir et de se rappeler quelle ferme mérite de se voir infliger une tempête de grêle.

### Apprentissage de sorcier
Les solomonarii, dans certains récits, sont recrutés parmi le peuple. Ils apprennent leur magie et le langage des animaux à l'école (Scholomance) et deviennent capables de chevaucher des dragons. La tradition les désigne comme élèves du diable, soit en suivant ses enseignements, soit en se soumettant volontairement à son service.
Une autre croyance voyait les apprentis étudier à l'école du diable localisée sous terre ; on disait que les étudiants évitaient les rayons du soleil pendant les sept années que durait leur cursus d'apprentissage. Ces élèves s'apparentaient aux strigoi ou vampire, selon le folkloriste Simion Florea Marian, qui a recueilli les récits traditionnels de la région. L'universitaire spécialiste de la littérature gothique, Carol Margaret Davison fait du personnage de Dracula, figure vampirique par excellence, un des promus de l'enseignement diabolique șolomanţă.
Les solomonarii étaient considérés comme des cavaliers de dragons qui contrôlaient le temps qu'il fait, provoquant le tonnerre, la pluie ou la grêle.

### Des dragons pour montures et des pouvoirs météorologiques
Une façon dont cette croyance a été articulée était qu'un élève particulier dans une classe de dix élèves de dernière année était sélectionné par le diable pour devenir le faiseur de temps attitré (en allemand : Wettermacher) apte à chevaucher le zmeu. Ou dans une seconde version, l'apprenti devenait « l'aide de camp du diable » qui chevauchait le zmeu pour déclencher la foudre,. Ou troisièmement, le solomonar s'envolait dans les cieux, et chaque fois que son dragon regardait les nuages, il pleuvait. Mais Dieu intervient pour empêcher le dragon de se fatiguer trop, de peur qu'il ne s'effondre et ne dévore une grande partie de la terre.
Une autre version assez différente raconte que les solomonarii, qui vivent normalement comme mendiants parmi la population, se proposaient d'offrir leurs services à l'occasion, contre espèce sonnante et trébuchante, pour chevaucher un dragon et devenir le porteur de grêle. Il sélectionnait les champs à endommager, sachant quels paysans se comportaient mal avec eux. Un paysan peut embaucher un contre-solomonar (en roumain : contrasolomonar ; pl. contrasolomonarĭ) pour lancer des sorts et mettre en déroute le solmonar juché sur son dragon.
Dans cette version, leurs montures étaient des balauri (sing. balaur). Ce dragon peut être sorti d'un lac sans fond à l'aide des rênes dorées ou d'une bride d'or (en roumain : un frâu de aur), et sorcier et dragon pouvaient déchaîner ensemble des tempêtes ou faire tomber la grêle.

## Sources duXIXesiècle
Scholomance et Scholomonariu sont parus dans la revue autrichienne Österreichische Revue en 1865, écrite par Wilhelm Schmidt (1817-1901). La pièce est discutée comme une croyance présente dans le district central roumain de Făgăraș et au-delà, avec des connaissances supplémentaires de Hermannstadt.
Emily Gerard a écrit plus tard sur le thème de Scholomance, même si elle qualifie ses participants de « savants » sans employer spécifiquement le terme de solomanarii ou assimilés.
L'ethnobotaniste roumain Simion Florea Marian décrit les solmonarii dans son article sur la « mythologie daco-roumaine » dans l'Albina Carpaților (1879). Marian a recueilli ce folklore oralement auprès des habitants de Siebenbürgen (Transylvanie) et de la région voisine de Bucovine-Moldavie.

## Hypothèses étymologiques
L'explication par défaut est que le mot solomonar est lié au roi Salomon via l'ajout du suffixe professionnel -ar, bien qu'il puisse s'agir là d'une étymologie populaire. Un récit folklorique atteste de l'association avec le roi biblique. Dans un récit donné par Friedrich von Müller, le Kaiser Salomo a la capacité de contrôler les conditions météorologiques, et les héritiers de son art sont appelés Scholomonar.
Gaster suggère un hybride du mot pour l'école de magie Scholomantze (orthographe roumaine : Şolomanţă) par association avec Salamanque et Solomonie (de Salomon). Une dérivation alternative du Schulmänner allemand (« savants »), en référence à la croyance populaire selon laquelle les solomonars fréquentaient une école, est attribuée à J. Vulcan.
Afin d'expliquer l'origine du terme solomonar, historiens, ethnologues et linguistes proposent différentes pistes étymologiques.

### La piste de Zeus
Le roi Salomon en tant que maître du climat peut dériver du mythe grec de Zeus, le roi des dieux contrôlant les conditions du ciel, une théorie proposée par l'historien et ethnologue roumain Andrei Oișteanu. Cette notion selon laquelle les adhérents de Salomon étaient des sorciers peut s'être ancrée dans les croyances populaires sous l'influence du conte épique Salomon et Marcolf.

### La piste des juifs rouges
Comme les solomonarii ont été décrits comme des géants aux cheveux roux (roumain : uriaşi), un lien avec eux et les légendaires juifs rouges (evreilor roşii) a été suggéré par l'anthropologue roumain Adrian Majuru. Cette hypothèse s'appuie sur la théorie du linguiste roumain Lazăr Șăineanu selon laquelle les géants / juifs du folklore roumain dérivent des Khazars historiques, et sur celle du mémorialiste hongrois Arthur Koestler introduisant la notion de « juifs rouges » dans cette formulation (La Treizième Tribu de Koestler, la source ultime étant Abraham Poliak et son livre sur les Khazars en hébreu).

### La piste de l'ascétisme dace
La similitude avec les ascètes daco-gètes appelés les ktistai décrits par Strabon a été notée par Traian Herseni (1907–1980) qui avance l'hypothèse qu'ils étaient bien les solomonarii d'origine. Herseni émet le postulat que les ktisai étaient plus correctement appelés skistai, signifiant ceux qui s'abstiennent des plaisirs mondains, et que le surnom cryptique que Strabon leur a donné de Kapnobatai (qui signifie littéralement passeurs de fumée) signifiait en réalité voyageurs dans les nuages.
La théorie trouve son fervent partisan en la personne du folkloriste roumain Eugen Agrigoroaiei (1932–1992), qui déclare que les origines des solomonarii sont établies et que les voyageurs daces des nuages devaient être d'authentiques solomonarii. Andrei Oișteanu prévient que, bien que séduisante, « l'hypothèse ne reste que plausible. » Il souligne qu'une tradition maintenue vivace depuis l'époque de Jules César jusqu'au XIXe siècle présente un problème de crédibilité, car il y a un vide complet dans les archives à ce sujet pour une période de 1900 ans. Mihai Coman est un autre sceptique qui qualifie l'idée de spéculation à la Herseni.

## Parallélisme et synonymie
On trouve un certain nombre de synonymes en roumain, dont le term zgrimințeș, considéré comme synonyme ou étroitement lié à la légende balkanique répandue connue en serbo-croate (notamment) sous le nom de grabancijaš dijak (l'apprenti nécromancien).
Des parallèles avec la légende serbo-croate garabancijaš dijak (hongrois : garabonciás diák) sont établis par l'hébraïste et chercheur britannique d'origine roumaine Moses Gaster (1856–1939) dans ses travaux, lesquels demeurent une des principales sources de la folkloristique s'intéressant aux solomanarii.
La version croate est décrite par le spécialiste des études slaves Vatroslav Jagić (1838–1923) et la version hongroise par le linguiste Oszkár Asbóth.

## Anecdote
Friedrich von Müller (1857) rapporte une anecdote de Schäßburg (Sighișoara en Transylvanie) selon laquelle un Roumain a confondu un étudiant en chasuble avec un solomonar.